# 모토키 마사히로
모토키 마사히로(本木雅弘, 1965년 12월 21일 ~)는 일본의 배우이다. 본명은 우치다 마사히로(内田雅弘, 이전 성: 모토키)이며, 별명은 못쿤, 스바루이다. 사이타마현 오케가와시 출신이다.
자니즈 사무소 소속 3인조 아이돌 그룹 시부가키대(シブがき隊)의 구성원이었으며, 소속사는 자니즈 사무소를 거쳐 지금은 개인소속사 맨즈 아트이다(프롬 퍼스트 프로덕션 산하).

## 내력
1965년 사이타마현 오케가와시에서 태어났다.
1981년 TBS 드라마 《2학년 B반 센파치 선생님》으로 데뷔했다. 1982년 아이돌 그룹 시부가키타이의 구성원 '못쿤'으로 후카와 도시카즈(훗쿤), 야쿠마루 히로히데(얏쿤)와 함께 싱글 〈NAI NAI 16〉으로 가수 데뷔하며 타노킨 트리오에 이은 3인조 톱 아이돌이 되며, 동기로는 고이즈미 교코, 나카모리 아키나 등이 있다.
1988년 시부가키타이 해체 후 배우 활동을 시작, 다음 해 《팬시 댄스》로 영화에 첫 출연하며 시부가키타이 이미지를 뒤집는 호연을 보여줬다.
1995년 수필가로 활동 중인 우치다 야야코와 결혼했으며, 장인은 록 음악가 우치다 유야, 장모는 기키 기린이다.
본격적인 배우로 활동하며 영화 《으랏차차 스모부》, 대하드라마 《도쿠가와 요시노부》 등 주연한 작품이 성공을 거뒀다.
기획을 제출하고, 주연을 맡은 《굿바이》는 2009년 아카데미 상 외국어 영화상을 받기도 했다.

## 수상
영화 《굿바이》
- 제83회 키네마 준보 남우주연상
- 제50회 블루리본상 남우주연상
- 제13회 일본 인터넷 영화 대상 남우주연상
- 제32회 일본 아카데미상 최우수 남우주연상
- 제63회 일본 방송 영화 예술 대상 최우수 남우주연상
- 제18회 도쿄 스포츠 영화 대상 남우주연상
- 제3회 아시안 필름 어워드 남우주연상

## 출연 작품

### 영화
- 1990년 《나와 우리들의 여름》
- 1992년 《으랏차차 스모부》
- 1996년 《쉘 위 댄스》
- 2006년 《철콘 근크리트》
- 2007년 《상하이의 밤》
- 2009년 《굿바이》

### 드라마
- 1987년 《아나운서 이야기》
- 1987년 《라디오 빙빙 이야기》
- 1991년 《태평기》 - 치구사 타다아키 역
- 1998년 《도쿠가와 요시노부》 - 도쿠가와 요시노부 역
- 1999년 《이웃은 은밀히 웃는다》
- 2001년 《쇼토쿠 태자》 - 쇼토쿠 태자 역
- 2001년 《수요일의 정사》
- 2003년 《행복의 왕자》
- 2005년 《87%》
- 2005년 《오늘 밤 홀로 침대에서》
- 2009년 - 2011년 《언덕 위의 구름》 - 아키야마 사네유키 역
- 2012년 《운명의 인간》 - 유미나리 료타 역
- 2020년  《기린이 온다》 - 사이토 도산 역